# 卡通贝拉河

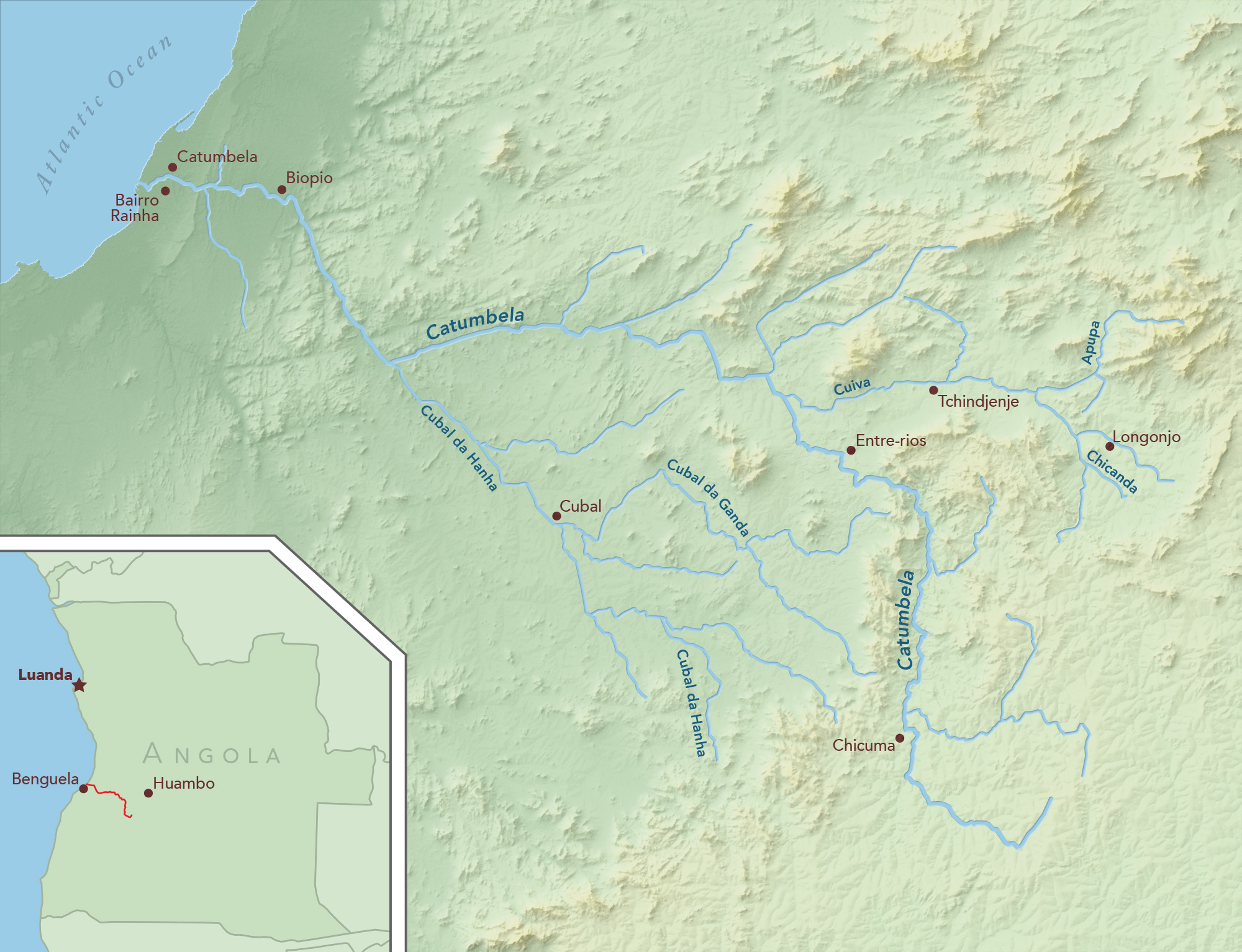
卡通贝拉河及其支流

卡通贝拉河（葡萄牙語：Rio Catumbela）是安哥拉中部的一条河流，长度约240km，发源于Cassoco山脉，河口位于卡通贝拉附近，在洛比托和本格拉之间。卡通贝拉河为洛比托城提供水源。河口地区植被繁茂，周边土地贫瘠，退后几公里则是荒山中的峡谷。主要支流有右岸的Cuíva河和左岸的Cubal河。
卡通贝拉河曾是奴隶贸易的集散地，直到1836年废奴。葡萄牙当局后来在河口建设了要塞，河口附近地区人口聚集，形成社区。棕榈油、橡胶、契约劳工、甘蔗酒、糖以及来自内陆的其他货物的出口，让该地逐渐发展成数百居民的城镇。1913年成立、1990年关闭的Cassaquel制糖公司（后称Primeiro de Maio）在卡通贝拉河岸开设工厂经营，并曾成为安哥拉最大的糖生产商，巅峰时期雇佣工人多达5000人。
卡通贝拉河上建有两座水坝，为洛比托和本格拉地区提供电力。本格拉省的Lomaum大坝建于1965年，1983年被安盟摧毁，后在葡萄牙帮助下重建。
1905年本格拉铁路修建了一座跨河桥，2009年洛比托-本格拉公路又建设了一座长438m的新桥。

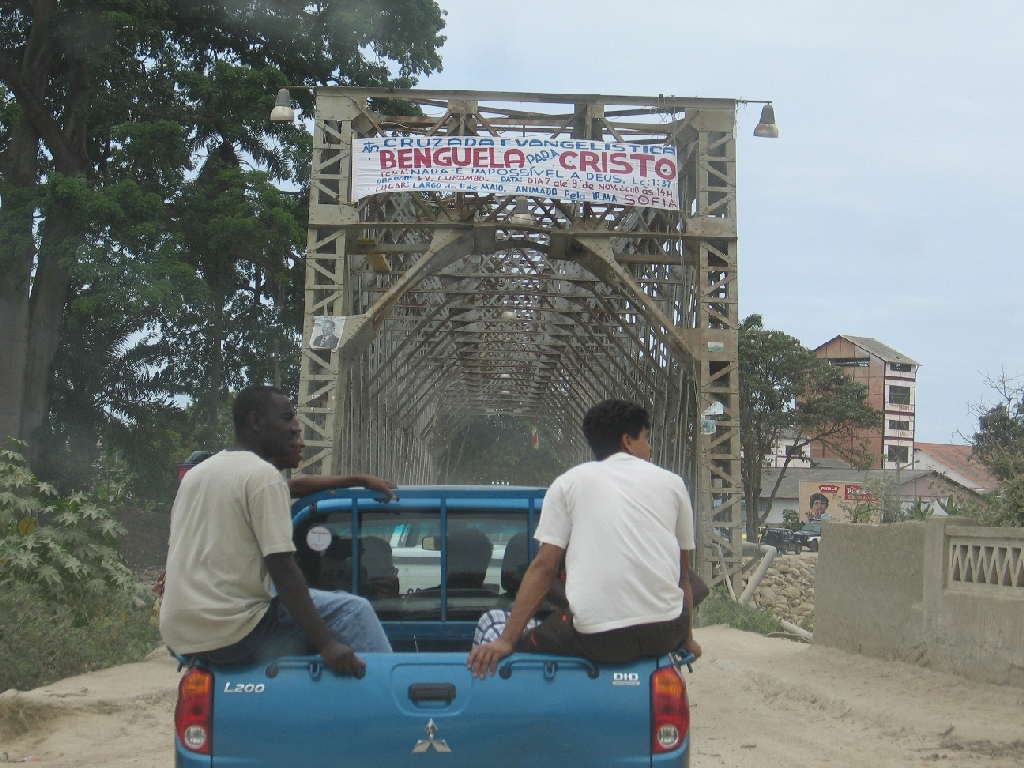
旧桥

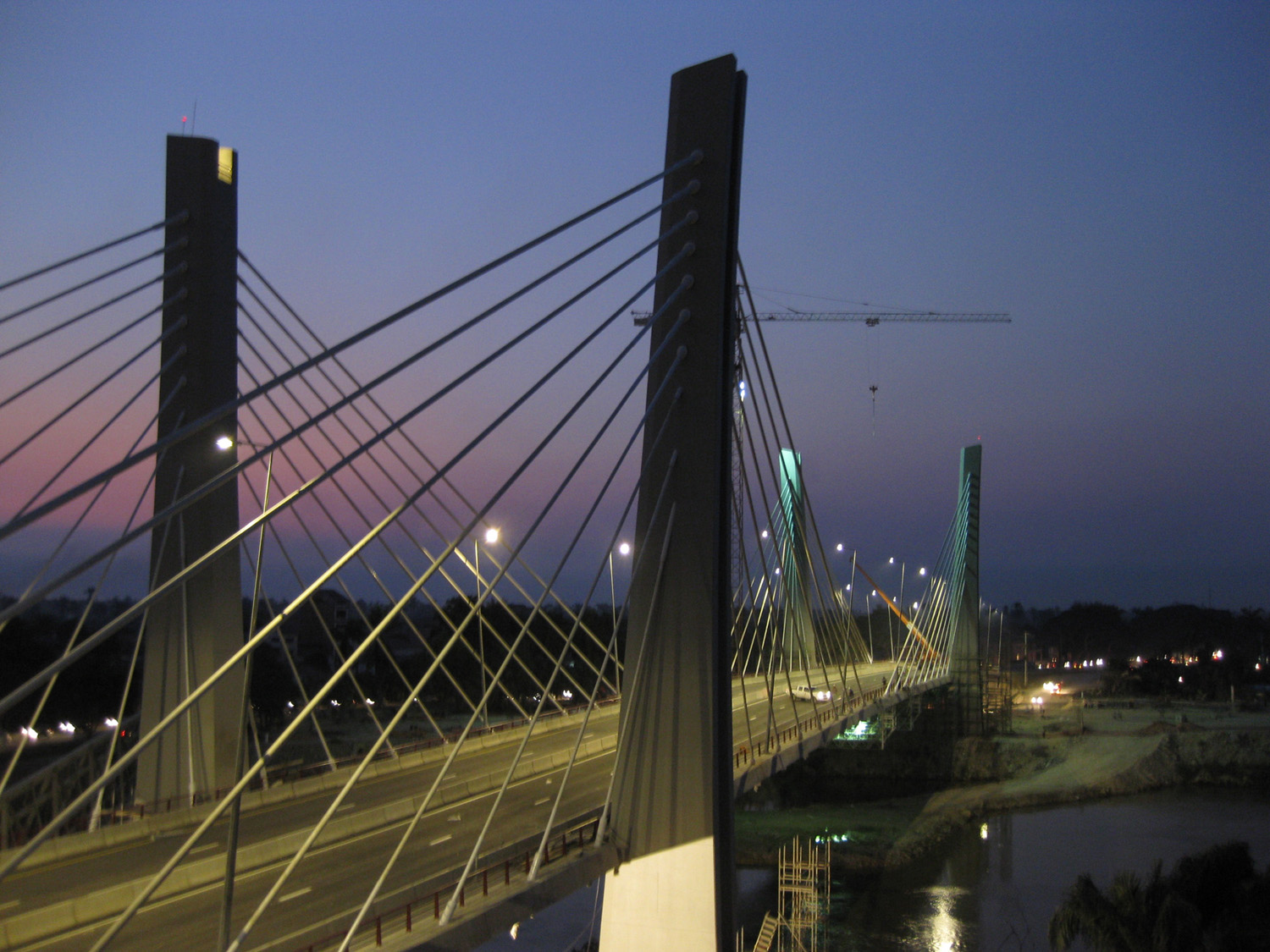
新桥